# Tischtennis-Europameisterschaft 1982
Die 13. Tischtennis-Europameisterschaft fand vom 17. bis 25. April 1982 in Budapest statt. Gespielt wurde in der neuen Budapest Sportcsarnok in der Nähe des Népstadions.
Europameister im Mannschaftswettbewerb wurde Ungarn sowohl bei den Damen als auch bei den Herren. Im Einzel holten der Schwede Mikael Appelgren und die Niederländerin Bettine Vriesekoop den Titel. Die UdSSR konnte die EM im Gegensatz zu 1980 diesmal nicht dominieren, sie holte lediglich im Damendoppel mit Fliura Bulatowa/Inna Kowalenko Gold, wobei das Endspiel wegen einer Verletzung von Bettine Vriesekoop (Niederlande) kampflos gewonnen wurde. Auch der Einzeleuropameister von 1980 John Hilton verlor nicht nur ohne einen Satzgewinn die Wiederholung des Viertelfinales von 1980 gegen Jacques Secrétin, sondern auch mit 0:3 gegen Josef Dvoracek im Mannschaftswettbewerb, den er 2 Jahre vorher im Finale noch mühelos bezwungen hatte. Das Herrendoppel gewannen die Jugoslawen Dragutin Šurbek/Zoran Kalinić, den Mixedwettbewerb das polnisch-niederländische Paar Andrzej Grubba/Bettine Vriesekoop.
Die deutsche Damenmannschaft gewann Silber, Ursula Kamizuru (früher Hirschmüller) Bronze im Einzel.

## Austragungsmodus Mannschaften
Es wurde nach dem gleichen Modus wie bei der EM 1980 gespielt. Die Mannschaften spielten in zwei Leistungskategorien, Kategorie 1 und die niedrigere Kategorie 2,  wobei die Kategorieneinteilung unter Berücksichtigung der Auf- und Absteiger der vorherigen Europameisterschaft 1980 zugrunde gelegt wurde. In jeder der beiden Kategorien spielten jeweils zwei Gruppen mit mindestens sechs Teams im Modus Jeder gegen Jeden. Die beiden Tabellenersten und -zweiten aus Kategorie 1 spielten um die Plätze 1 bis 4, die Dritten und Vierten um die Plätze 5 bis 8 sowie die Fünften und Sechsten um die Plätze 9 bis 12. Analog spielten die beiden Tabellenersten und -zweiten aus Kategorie 2 um die Plätze 13 bis 16 usw.
In den Platzierungsspielen um Rang 1 bis 4 spielte der Erste aus Gruppe A gegen den Zweiten aus Gruppe B. Die Sieger kämpften um die Europameisterschaft, die Verlierer um Platz 3 und 4. Analog wurden die weiteren Plätze ausgespielt. Ein Mannschaftskampf wurde nach dem Swaythling-Cup-System für Dreiermannschaften ausgetragen.
Die beiden Ersten der Kategorien 2 kämpfen um die Plätze 13 bis 16. Platz 13 und 14 berechtigen zum Aufstieg in die höhere Kategorie 1 bei der nächsten Europameisterschaft. Analog ermitteln die die Vorletzten und Letzten aus Kategorie 1 den Absteiger: Sie spielen die Plätze 9 bis 12 aus, wobei der Elfte und Zwölfte bei der nächsten EM in Kategorie 2 spielen muss.
Ein ähnliches System mit zwei Kategorien war für die Damen vorgesehen, die jeweils aus Zweiermannschaften bestand und nach dem Swaythling-Cup-System spielten, also mit vier Einzeln und einem Doppel.
|       | Kategorie 1 | Kategorie 1 | Kategorie 2 | Kategorie 2  |
| Platz | Gruppe A    | Gruppe B    | Gruppe A    | Gruppe B     |
| ----- | ----------- | ----------- | ----------- | ------------ |
| 1.    | ČSSR        | Ungarn      | Niederlande | Finnland     |
| 2.    | Schweden    | Jugoslawien | Italien     | Norwegen     |
| 3.    | England     | Deutschland | Schweiz     | Belgien      |
| 4.    | Polen       | Frankreich  | Türkei      | Wales        |
| 5.    | Dänemark    | UdSSR       | Luxemburg   | Schottland   |
| 6.    | Österreich  | Bulgarien   | Spanien     | Griechenland |
| 7.    |             |             | Portugal    |              |

|       | Kategorie 1 | Kategorie 1 | Kategorie 2  | Kategorie 2 |
| Platz | Gruppe A    | Gruppe B    | Gruppe A     | Gruppe B    |
| ----- | ----------- | ----------- | ------------ | ----------- |
| 1.    | England     | Rumänien    | Polen        | Luxemburg   |
| 2.    | Deutschland | Ungarn      | Dänemark     | Belgien     |
| 3.    | UdSSR       | Finnland    | Norwegen     | Österreich  |
| 4.    | Schweden    | ČSSR        | Griechenland | Schottland  |
| 5.    | Niederlande | Frankreich  | Türkei       | Schweiz     |
| 6.    | Jugoslawien | Bulgarien   | Spanien      | Italien     |
| 7.    |             |             |              |             |

Aufstieg
1. 1 2 3 4  Aufsteiger in Kategorie 1

Abstieg
1. 1 2 3 4  Absteiger aus Kategorie 1 in Kategorie 2

|                  | Herren                               | Herren | Damen                                   | Damen |
| ---------------- | ------------------------------------ | ------ | --------------------------------------- | ----- |
| Halbfinale       | Ungarn – Schweden ČSSR – Jugoslawien | 5:3    | Deutschland – Rumänien Ungarn – England | 3:2   |
| Endspiel         | Ungarn – ČSSR                        | 5:3    | Ungarn – Deutschland                    | 3:1   |
| Spiel um Platz 3 | Jugoslawien – Schweden               | 5:3    | England – Rumänien                      | 3:1   |

## Abschneiden der Deutschen
Klaus Schmittinger trainierte die Damen, Istvan Korpa die Herren, Ella Lauer war als Damenwartin vor Ort.

### Herrenmannschaft
Die deutsche Mannschaft startete in der 1. Kategorie in Gruppe B. Hier bezwang sie Frankreich, den späteren Europameister Ungarn, Bulgarien und die UdSSR. Wegen der Niederlage gegen Jugoslawien reichte dies aufgrund des schlechteren Satzverhältnisses nur zu Platz drei. Somit ging es in der Zwischenrunde um die Plätze 5 bis 8. Hier gewann das Team 5:4 gegen Polen und unterlag danach im Spiel um Platz 5 England mit 2:5.
xxxxxxxx
| Name             | Gewonnen : Verloren | Differenz |
| ---------------- | ------------------- | --------- |
| Peter Engel      | 6:6                 | 0         |
| Engelbert Hüging | 3:4                 | −1        |
| Jürgen Rebel     | 3:4                 | −1        |
| Peter Stellwag   | 8:4                 | +4        |
| Ralf Wosik       | 9:6                 | +3        |

### Damenmannschaft
Die deutschen Damen waren in die Gruppe A der 1. Kategorie eingeteilt und erreichten Platz zwei. Sie gewannen gegen die UdSSR, Schweden, Jugoslawien und Niederlande, verloren aber gegen England. Im Kampf um die Plätze 1 bis 4 kamen sie durch einen 3:2-Erfolg gegen Rumänien ins Endspiel, wo sie den Ungarinnen mit 1:3 unterlagen.
Es spielten nur Ursula Kamizuru und Kirsten Krüger, Susanne Wenzel und Anke Olschewski wurden nicht eingesetzt.
| Name                   | Gewonnen : Verloren | Differenz |
| ---------------------- | ------------------- | --------- |
| Ursula Kamizuru        | 9:4                 | 5         |
| Kirsten Krüger         | 6:3                 | 3         |
| Doppel Kamizuru/Krüger | 2:5                 | −3        |

### Herreneinzel
- Georg Böhm: Sieg gegen Josef Nozicska (Ungarn), Anatoli Strokatow (UdSSR), Niederlage gegen Josef Dvořáček (ČSSR)
- Peter Engel: Sieg gegen Patrick Swier (Niederlande), Douglas Johnson (England), Niederlage gegen Andrzej Grubba (Polen)
- Engelbert Hüging: Sieg gegen Zoltan Kaposztas (Ungarn), Milan Orlowski (ČSSR), Mark Thomas (Wales), Ulf Carlsson (Schweden), Niederlage gegen Tibor Klampár (Ungarn)
- Jürgen Rebel: Sieg gegen Thierry Cabrera (Belgien), Paul Day (England), Niederlage gegen Tibor Klampár (Ungarn)
- Peter Stellwag: Sieg gegen Miroslav Schenk (ČSSR), Niederlage gegen Stellan Bengtsson (Schweden)
- Ralf Wosik: Sieg gegen Jukka Ikonen (Finnland), Niederlage gegen Jindřich Panský (ČSSR)

### Dameneinzel
Mit dem Erreichen des Halbfinales erzielte Ursula Kamizuru das beste Resultat.
- Ursula Kamizuru: Sieg gegen Dubravka Fabri (Jugoslawien), Jolanta Szatko (Polen), Gabriella Szabó (Ungarn), Fliura Bulatowa (UdSSR), Niederlage gegen Bettine Vriesekoop (Niederlande)
- Kirsten Krüger: Sieg gegen Maria Alboiu (Rumänien), Barbara Lippens (Belgien), Niederlage gegen Judit Magos (Ungarn)
- Anke Olschewski: Ausscheiden in der Qualifikation nach Sieg gegen Bottiglieri (Italien) und Niederlage gegen Alice Pelikanova (ČSSR)
- Susanne Wenzel: kampfloser Sieg gegen Pilar Lupon (Spanien), Niederlage gegen Éva Ferenczi (Rumänien)

### Herrendoppel
- Ralf Wosik/Peter Engel: Sieg gegen Karitsas/Elias Voutsinas (Griechenland), Niederlage gegen Ulf Bengtsson/Erik Lindh (Schweden)
- Jürgen Rebel/Georg Böhm: Sieg gegen Oktay Cimen/Gurhan Yaldiz (Türkei), Niederlage gegen Josef Nozicska/Bela Frank (Ungarn)
- Engelbert Hüging/Christian Martin (Frankreich): Sieg gegen Milan Orlowski/Jindřich Panský (ČSSR), Niederlage gegen Douglas Johnson/Graham Sandley (England)
- Peter Stellwag/Jan Molnar (Ungarn): Sieg gegen Gary Wilkins/Mark Thomas (Wales), Niederlage gegen István Jónyer/Gábor Gergely (Ungarn)

### Damendoppel
- Ursula Kamizuru/Kirsten Krüger: Niederlage gegen Éva Ferenczi/Olga Nemes (Rumänien)
- Susanne Wenzel/Anke Olschewski: Sieg in der Qualifikation gegen Kristien Van Camp/Karine Bogaerts (Belgien), Alice Pelikanova/Miluse Kocova (ČSSR), danach in der Hauptrunde gegen Claude Bergeret/Muriel Monteux (Frankreich), Niederlage gegen Gabriella Szabó/Judit Magos (Ungarn)

### Mixed
- Ralf Wosik/Ursula Kamizuru: Sieg gegen Jozef Urh/Vesna Ojstersek (Jugoslawien), Niederlage gegen Vladislav Broda/Miluse Kocova (ČSSR)
- Jürgen Rebel/Susanne Wenzel: Sieg gegen Mikhail Ovcharov/Narine Antonyan (UdSSR), Gábor Gergely/Edit Urbán (Ungarn), Niederlage gegen Andrzej Grubba/Bettine Vriesekoop (Polen/Niederlande)
- Georg Böhm/Kirsten Krüger: Sieg gegen Stefan Stefanov/Vanja Staleva (Bulgarien), Niederlage gegen Igor Podnosov/Valentina Popová (UdSSR)
- Peter Engel/Anke Olschewski: Niederlage gegen Douglas Johnson/Jill Hammersley (England)
- Peter Stellwag/Olga Nemes (Rumänien): Sieg in der Qualifikation gegen Nozicska/Tihany (Ungarn), John Broe/Elaine Forbes (Schottland), Niederlage in der Hauptrunde gegen Jindřich Panský/Marie Hrachová (ČSSR)

## ETTU-Kongress
Parallel zu den Wettkämpfen trat der ETTU-Kongress zusammen. In Anwesenheit der Vertreter von 30 Verbänden wurde der Ungar György Lakatos als Nachfolger von Jupp Schlaf zum Präsidenten gewählt.

## Wissenswertes
- Mehrfach wurde die deutsche Delegation vom Veranstalter mit GFR (German Federal Republic) oder NSZK („Deutsche Bundesrepublik“) statt mit FRG bezeichnet. Dies führte zu politischen Irritationen und Protesten des Deutschen Tischtennis-Bundes DTTB.[5]
- 241 Aktive, davon 27 aus der deutschen Bundesliga, und 310 Medienvertreter waren vor Ort.[1]
- Der Jugoslawe Milivoj Karakašević erhielt auf Vorschlag der Medienvertreter den Fairneß-Preis.[6]
- Olga Nemes war mit ihren 14 Jahren die jüngste Teilnehmerin.[2]

## Ergebnisse
| Wettbewerb        | Rang  | Sieger                                                                                        |
| ----------------- | ----- | --------------------------------------------------------------------------------------------- |
| Mannschaft Herren | 1.    | Ungarn (Tibor Klampár, István Jónyer, Gábor Gergely, Zsolt Kriston, János Molnar)             |
| Mannschaft Herren | 2.    | ČSSR (Milan Orlowski, Josef Dvořáček, Jindřich Panský, Vladislav Broda, Miroslav Broda)       |
| Mannschaft Herren | 3.    | Jugoslawien (Dragutin Šurbek, Zoran Kalinić, Milivoj Karakašević, Bela Mesaroš, Damir Jurcic) |
| Mannschaft Herren | 4.    | Schweden (Mikael Appelgren, Stellan Bengtsson, Ulf Carlsson, Jan-Ove Waldner, Erik Lindh)     |
| Mannschaft Herren | 6.    | Deutschland (Peter Stellwag, Jürgen Rebel, Ralf Wosik, Peter Engel, Engelbert Hüging)         |
| Mannschaft Herren | 12.   | Österreich (Dietmar Palmi, Gottfried Bär, Erich Amplatz, Peter Gockner)                       |
| Mannschaft Herren | 17.   | Schweiz (Thierry Miller, Martin Hafen, Thomas Busin)                                          |
| Mannschaft Damen  | 1.    | Ungarn (Gabriella Szabó, Zsuzsa Oláh, Edit Urbán, Beatrix Kisházi)                            |
| Mannschaft Damen  | 2.    | Deutschland (Ursula Kamizuru, Kirsten Krüger, Susanne Wenzel, Anke Olschewski)                |
| Mannschaft Damen  | 3.    | England (Jill Hammersley, Karen Witt, Linda Jarvis, Carole Knight)                            |
| Mannschaft Damen  | 4.    | Rumänien (Olga Nemes, Éva Ferenczi, Maria Alboiu)                                             |
| Mannschaft Damen  | 18.   | Österreich (Barbara Wiltsche, Elisabeth Deistler, Elisabeth Maier, Dolores Fetter)            |
| Mannschaft Damen  | 23.   | Schweiz (Monika Frey, Beatrice Witte)                                                         |
| Herren Einzel     | 1.    | Mikael Appelgren (SWE)                                                                        |
| Herren Einzel     | 2.    | Jan-Ove Waldner (SWE)                                                                         |
| Herren Einzel     | 3.–4. | Gábor Gergely (HUN)                                                                           |
| Herren Einzel     | 3.–4. | Tibor Klampár (HUN)                                                                           |
| Damen Einzel      | 1.    | Bettine Vriesekoop (NED)                                                                      |
| Damen Einzel      | 2.    | Jill Hammersley (ENG)                                                                         |
| Damen Einzel      | 3.–4. | Ursula Kamizuru (GER)                                                                         |
| Damen Einzel      | 3.–4. | Valentina Popová (UdSSR)                                                                      |
| Herren Doppel     | 1.    | Dragutin Šurbek/Zoran Kalinić (YUG)                                                           |
| Herren Doppel     | 2.    | István Jónyer/Gábor Gergely (HUN)                                                             |
| Herren Doppel     | 3.–4. | Ulf Bengtsson/Erik Lindh (SWE)                                                                |
| Herren Doppel     | 3.–4. | Jacques Secrétin/Patrick Birocheau (FRA)                                                      |
| Damen Doppel      | 1.    | Fliura Bulatowa/Inna Kowalenko (UdSSR)                                                        |
| Damen Doppel      | 2.    | Bettine Vriesekoop/Sandra de Kruiff (NED)                                                     |
| Damen Doppel      | 3.–4. | Jill Hammersley/Linda Jarvis (ENG)                                                            |
| Damen Doppel      | 3.–4. | Gabriella Szabó/Judit Magos (HUN)                                                             |
| Mixed             | 1.    | Andrzej Grubba/Bettine Vriesekoop (POL/NED)                                                   |
| Mixed             | 2.    | Dragutin Šurbek/Branka Batinić (YUG)                                                          |
| Mixed             | 3.–4. | Igor Podnosov/Valentina Popová (UdSSR)                                                        |
| Mixed             | 3.–4. | Josef Dvořáček/Blanka Šilhánová (ČSSR)                                                        |

## Teilnehmer
(I) bedeutet: Teilnahme nur an den Individualwettbewerben, nicht am Mannschaftswettbewerb

### Herren
| Rang | Nation       | Teilnehmer |
| ---- | ------------ | --- |
| 1    | Ungarn       | Tibor Klampár, István Jónyer, Gábor Gergely, Zsolt Kriston, János Molnar, Josef Nozicska (I), Zoltan Kaposztas (I), Tibor Kreisz (I) |
| 2    | ČSSR         | Milan Orlowski, Josef Dvořáček, Jindřich Panský, Vladislav Broda, Miroslav Broda, Miroslav Schenk (I)                                |
| 3    | Jugoslawien  | Dragutin Šurbek, Zoran Kalinić, Milivoj Karakašević, Bela Mesaroš, Damir Jurcic, Jozef Urh                                           |
| 4    | Schweden     | Mikael Appelgren, Stellan Bengtsson, Ulf Carlsson, Jan-Ove Waldner, Erik Lindh                                                       |
| 5    | England      | John Hilton, Douglas Johnson, Desmond Douglas, Paul Day, Graham Sandley                                                              |
| 6    | Deutschland  | Peter Stellwag, Jürgen Rebel, Ralf Wosik, Peter Engel, Engelbert Hüging                                                              |
| 7    | Polen        | Andrzej Grubba, Leszek Kucharski, Stefan Dryszel, Andrzej Jakubowicz (I)                                                             |
| 8    | Frankreich   | Jacques Secrétin, Christian Martin, Patrick Birocheau, Bruno Parietti                                                                |
| 9    | UdSSR        | Mikhail Ovcharov, Anatoli Strokatov, Igor Solopov, Vladimir Dvorak, Igor Podnosov                                                    |
| 10   | Bulgarien    | Mariano Lukov, Ivan Stojanov, Djevat Hassanov, Stefan Stefanov                                                                       |
| 11   | Dänemark     | Claus Pedersen, Kim Kartholm, Johnny Hansen, Michael Dauggard                                                                        |
| 12   | Österreich   | Dietmar Palmi, Gottfried Bär, Erich Amplatz, Peter Gockner, Gunter Müller (I)                                                        |
| 13   | Norwegen     | Geirr Gustavsen, Erik Rasmussen, Tom Johansen, Pal Guttormsen                                                                        |
| 14   | Italien      | Rosario Troilo, Giovanni Bisi, Massimo Costantini, Paolo Bargagli, Silvio Pero (I)                                                   |
| 15   | Niederlande  | Rene Hijne, Anne Vlieg, Henk Van Spanje, Ron Van Spanje, Swier                                                                       |
| 16   | Finnland     | Jarmo Jokinen, Mika Pyykko, Jukka Ikonen, Stefan Soderberg                                                                           |
| 17   | Schweiz      | Thierry Miller, Martin Hafen, Thomas Busin, Kobi                                                                                     |
| 18   | Türkei       | Gurhan Yaldiz, Vasil Aleksandridis, Oktay Cimen                                                                                      |
| 19   | Wales        | Alan Griffiths, Nigel Thomas, Mark Thomas, Gary Wilkins                                                                              |
| 20   | Belgien      | Thierry Cabrera, Didier Leroy, Remo De Prophetis                                                                                     |
| 21   | Luxemburg    | Yves Maas, Marc Birel, Andre Hartmann, Paul Elcheroth                                                                                |
| 22   | Spanien      | Salvador Moles, Hesham Marin Ismail Caymel, Jose Maria Pales Pon, Roberto Casares Sanchez, Piera (I)                                 |
| 23   | Schottland   | David Hannah, Keith Rodger, Anwar Majid, John Broe                                                                                   |
| 24   | Griechenland | Karitsas, Elias Voutsinas, Katahanas                                                                                                 |
| 25   | Portugal     | Barroso, Janeiro, Ivanoel Moreira, Pedro Miguel Moura                                                                                |

### Damen
| Rang | Nation       | Teilnehmer |
| ---- | ------------ | --- |
| 1    | Ungarn       | Gabriella Szabó, Zsuzsa Oláh, Edit Urbán, Beatrix Kisházi, Ilona Balogh (I), Szonja Szigeti (I), Katalin Bolvari (I) |
| 2    | Deutschland  | Ursula Kamizuru, Kirsten Krüger, Susanne Wenzel, Anke Olschewski                                                     |
| 3    | England      | Jill Hammersley, Karen Witt, Linda Jarvis, Carole Knight                                                             |
| 4    | Rumänien     | Olga Nemes, Éva Ferenczi, Maria Alboiu                                                                               |
| 5    | UdSSR        | Valentina Popová, Inna Kowalenko, Narine Antonyan, Fliura Bulatowa                                                   |
| 6    | Schweden     | Marie Lindblad, Ann-Christin Hellman, Menni Weizades, Dahl (I)                                                       |
| 7    | ČSSR         | Marie Hrachová, Ilona Uhlíková, Blanka Šilhánová, Alice Pelikanova, Miluse Kocova (I)                                |
| 8    | Finnland     | Sonja Grefberg, Eva Malmberg                                                                                         |
| 9    | Jugoslawien  | Branka Batinić, Dubravka Fabri, Vesna Ojstersek                                                                      |
| 10   | Niederlande  | Bettine Vriesekoop, Stephien Van Gennip, Sandra De Kruiff, Ellen Bakker                                              |
| 11   | Bulgarien    | Daniela Guergueltcheva, Vanja Staleva                                                                                |
| 12   | Frankreich   | Brigitte Thiriet, Nadine Daviaud, Muriel Monteux, Claude Bergeret, Béatrice Abgrall (I)                              |
| 13   | Polen        | Jolanta Szatko, Ewa Pozniak, Danuta Calinska                                                                         |
| 14   | Dänemark     | Susanne Pedersen, Annie Larsen, Dorte Hauth (I), Jacobsen                                                            |
| 15   | Belgien      | Barbara Lippens, Kristien Van Camp, Karine Bogaerts                                                                  |
| 16   | Luxemburg    | Carine Risch, Malou Toussaint, Nadine Deltour                                                                        |
| 17   | Norwegen     | Tone Folkeson, Kristin Hagen                                                                                         |
| 18   | Österreich   | Barbara Wiltsche, Elisabeth Deistler, Elisabeth Maier, Dolores Fetter                                                |
| 19   | Schottland   | Carole Dalrymple, Elaine Forbes, Thomson                                                                             |
| 20   | Griechenland | Fotini Galanou, Loukia Skrivanou, Calanou                                                                            |
| 21   | Türkei       | Kadriye Poyrazoglu, Selda Dogan                                                                                      |
| 22   | Spanien      | Montserrat Sanahuja, Pilar Lupon Roses, Soler                                                                        |
| 23   | Schweiz      | Monika Frey, Beatrice Witte                                                                                          |
| 24   | Italien      | Paola Bevilacqua, Licia Vignola, Andreone, Bottiglieri, Marina Cergol                                                |